# Džebel Hebri
Džebel Hebri je vysokohorský kužel sopečného původu o nadmořské výšce 2104 metrů v provincii Ifrane v oblasti Fès-Meknès na západě Středního Atlasu v Maroku. 

## Poloha
Džebelbel Hebri se nachází asi 8 kilometrů jihozápadně od Džebel Mischliffen a přibližně 26 kilometrů jižně od hlavního města provincie Ifrane.

## Cestovní ruch
Zalesněné hory v okolí města Ifrane jsou oblíbené u bohatých Maročanů z Casablancy, Rabatu a Fesu jako letní letovisko a - kromě Oukaïmeden ve Vysokém Atlasu - jako středisko zimních sportů; někteří zde dokonce mají prostorné rekreační domy a vily v regionu. V letních měsících je zde poměrně chladno kvůli nadmořské výšce a stinným lesům a od poloviny prosince do konce února je zde často dost sněhu - je zde lyžařský areál v nadmořské výšce 1950 až 2090 metrů, kde je v provozu lanovka.